# Nieistniejące ulice w Katowicach
Nieistniejące ulice w Katowicach to ulice na terenie miasta Katowice, które przestały istnieć w wyniku działań urbanistycznych lub ich nazwy zostały zniesione uchwałami stosownych organów. Wykaz nie obejmuje ulic, które zostały przemianowane.
| Nazwa ulicy                                                                     | Data zniesienia   | Opis położenia |
| ------------------------------------------------------------------------------- | ----------------- | --- |
| ul. Artylerzystów                                                               | 1983              | os. Tysiąclecia Górne |
| ul. Czołgistów                                                                  | 1983              | os. Tysiąclecia Górne |
| ul. Stanisława Dubois                                                           | 2018              | os. Witosa |
| ul. Franciszka Holczyka                                                         |                   | teren węzła drogowego al. Walentego Roździeńskiego i al. Murckowskiej                                                                                               |
| ul. J. Janty                                                                    |                   | tereny obecnego Głównego Instytutu Górnictwa w Katowicach (pl. Gwarków)                                                                                             |
| ul. Klasztorna                                                                  |                   | boczna od ul. ks. Leopolda Markiefki, położona pomiędzy ul. Krzysztofa Mieroszewskiego a ul. Piotra (dzielnica Bogucice)                                            |
| ul. Knurowska                                                                   | 1983              | Panewniki |
| ul. Kolonia Zuzanny                                                             | 1983              | teren obecnego węzła drogowego węzła "Murckowska" |
| ul. Kolorowa                                                                    | 2013              | boczna od ul. Alfreda, Józefowiec |
| ul. Komandosów                                                                  | 1983              | os. Tysiąclecia Górne |
| ul. Komunalna (przywrócona w innym miejscu, w dzielnicy Ligota)                 | 2013              | teren obecnego CH Dąbrówka Mała |
| ul. Teofila Lenartowicza                                                        | 1983              | rejony dzisiejszej ul. Saint-Etienne w dzielnicy Zawodzie |
| ul. M(ikołaja) Luriego                                                          | 2013              | łącząca ulice: Kazimierza Dłuskiego i Józefa Szmausa |
| ul. Łęczycka                                                                    | 2018              | Bogucice |
| ul. Odrzańska                                                                   | 2018              | Bogucice, os. J. Kukuczki |
| ul. Olchowa                                                                     | 2013              | Wełnowiec, boczna od ul. Jesionowej |
| ul. Olsztyńska                                                                  | 2018              | Bogucice, os. J. Kukuczki |
| ul. Piechurów                                                                   | 1983              | os. Tysiąclecia Górne |
| ul. Bolesława Prusa                                                             |                   | tereny obecnego Głównego Instytutu Górnictwa w Katowicach (pl. Gwarków).                                                                                            |
| ul. Południowa                                                                  | 2023              | boczna od ul. Bałtyckiej (włączona do ul. Bałtyckiej w 2023) |
| ul. Popiela                                                                     | 1983              | |
| ul. Pszowska                                                                    | 1983              | Panewniki |
| ul. Leona Purmana                                                               | 2008              | Giszowiec, boczna od ul. Wojciecha |
| ul. Radlińska                                                                   | 2013              | Panewniki (Kokociniec) |
| ul. ks. Władysława (?) Roboty                                                   | 1954              | ulicą łącząca ul. Feliksa Bocheńskiego i ul. Jana Kupca (dzielnica Załęże)                                                                                          |
| ul. Rudnicka                                                                    | 2013              | Panewniki (Kokociniec) |
| ul. Rzemieślnicza                                                               |                   | Burowiec (rejon obecnego Skweru Hilarego Krzysztofiaka) |
| ul. Saperów                                                                     | 1983              | os. Tysiąclecia Górne |
| ul. Składowa                                                                    | 2013              | Dąbrówka Mała, po śladzie ul. Składowej biegnie obecnie ul. Miedziana                                                                                               |
| ul. Skośna                                                                      | lata 60. XX wieku | łącząca ul. Adama Mickiewicza z obecną Aleją Wojciecha Korfantego (d. ul. Armii Czerwonej).                                                                         |
| ul. Spadochroniarzy                                                             | 1983              | os. Tysiąclecia Górne |
| ul. Aleksieja Stachanowa                                                        | 1991              | Załęże |
| ul. ks. Franciszka (?) Strzybnego                                               | 1954              | ulicą łącząca ul. Feliksa Bocheńskiego i ul. Bolesława Limanowskiego (obecnie ul. Jana Wyplera), częściowo w śladzie dzisiejszej ul. Tokarskiej (dzielnica Załęże). |
| ul. Szwoleżerów                                                                 | lata 90.          | os. Tysiąclecia Górne |
| ul. Tęczowa                                                                     | 2013              | boczna od ul. Alfreda, Józefowiec |
| Plac Tiele-Wincklerów w Katowicach                                              |                   | obecnie przedłużenie ul. Stawowej oraz okolice Placu Synagogi |
| ul. Wopistów                                                                    | 1983              | os. Tysiąclecia Górne |
| ul. Stanisława Wyspiańskiego (przywrócona w innym miejscu w dzielnicy Zawodzie) | 1983              | ulica równoległa do ul. Szerokiej, położona na północ od niej w dzielnicy Zawodzie                                                                                  |
| ul. Żuławska                                                                    | 2018              | Bogucice |
| ul. Żorska                                                                      | 1983              | Panewniki |